# Patxo Unzueta
José Luis Unzueta Ortiz de Zárate, más conocido como Patxo Unzueta (Bilbao, 1945-Bilbao, 27 de junio de 2022) fue un periodista y escritor español. Trabajó en el diario El País, durante cuarenta años.

## Biografía
Nacido en Bilbao. Estudió en un instituto de Bilbao, donde su abuelo era conserje. Durante su juventud militó en una de las ramas revolucionarias de la banda terrorista ETA. Desempeñó un papel fundamental en la preparación de la VI Asamblea de ETA, durante el verano de 1970, en vísperas del Proceso de Burgos. Poco tiempo después abandonó la organización, con la que se mostró, desde entonces, un crítico consistente y tenaz.
Se licenció en Ciencias Económicas y en Periodismo en la Universidad de Barcelona. Comenzó su carrera periodística en prensa escrita, primero encuadrada en publicaciones de partido (LKI), como redactor de Zutik y Combate (1967-1977). La prosiguió como redactor de Punto y Hora de Euskal Herria, Berriak, y Diario 16 o el semanario Cambio 16, como corresponsal desde Bilbao (1977-1978).
Tiempo después llegó al diario El País, —junto con Jesús Cebeiro—, primero, durante ocho años, como corresponsal en Bilbao (1978-1986), y posteriormente en la redacción (1986-2017), sustituyendo en cierta medida a su amigo Javier Pradera, que había tenido ciertas discrepancias con el diario madrileño, a causa del referéndum sobre la permanencia de España en la OTAN, como jefe de la sección de Opinión.
Sus primeras crónicas fueron deportivas, sobre el Athletic Club, para proseguir realizando crónicas sobre la sociedad vasca.
Estaba casado con Carmen Basauri.
Falleció en el Hospital de Basurto de Bilbao.

## Publicaciones
Publicó una docena de libros, cientos de columnas y varios millares de editoriales en el diario El País, que fueron un referente. En sus editoriales, a diferencia de Javier Pradera, Patxo utilizaba una disección sobria y concienzuda, siempre desarrollada en párrafos con el mismo número de líneas. Fue autor de varios centenares de editoriales de El País sobre el terrorismo y el nacionalismo. Rechazó las políticas llevadas a cabo por algunos partidos nacionalistas, que invocaban las libertades colectivas para justificar el privilegio propio y la discriminación ajena. Considerado un pionero en tres ámbitos: la escritura sobre el fútbol, la memoria de una ciudad: Bilbao y el análisis crítico del nacionalismo.
Entres sus libros, destacan: A mí el pelotón (1986); Sociedad vasca y política nacionalista (1987); Los nietos de la ira (1988); Auto de terminación (1994), escrito junto con Jon Juaristi y Juan Aranzadi; El terrorismo: ETA y el problema vasco (1997); Cómo hemos llegado a esto (2003) escrito junto con José Luis Barbería. Anteriormente había defendido su tesis doctoral Orígenes, ideología y organización del nacionalismo vasco. 1876-1904. Sus publicaciones forman parte de la literatura ensayística necesaria para entender la tragedia vasca.